# Olula de Castro
Olula de Castro er en by og kommune i det sydøstlige Spanien i provinsen Almería. Den har et indbyggertal på 181 (2024) indbyggere.